# 바람 (1969년 영화)
바람은 1969년 공개된 대한민국의 영화이다.

## 배역
- 신성일
- 남정임
- 이순재
- 장혁
- 김청자
- 주란지
- 최성
- 박기택
- 김웅
- 쓰리보이
- 최일
- 김수천
- 지계순
- 윤선옥